# Bipalium vagum
Bipalium vagum ist eine Art der Landplanarien in der Unterfamilie Bipaliinae. Sie wurde in den Vereinigten Staaten, Bermuda und verschiedenen Inseln in der Karibik eingeführt. Das ursprüngliche Verbreitungsgebiet ist bisher unbekannt, liegt aber möglicherweise in Asien.

## Merkmale
Bipalium vagum ist mit einer Länge von 25 Millimetern eine verhältnismäßig kleine Art der Gattung Bipalium. Die Färbung des Kopfes variiert von einer vollständig schwarzen Färbung bis hin zu einer dunkelbraunen Färbung mit zwei schwarzen Flecken. Am Hals zeigt sich ein schwarzes Band, das bauchseitig nur durch die Kriechsohle unterbrochen wird. Die Grundfärbung ist hellbraun und auf dem Rücken verläuft mittig ein breiter, schwarzer Längsstreifen vom Band am Hals bis zum Hinterende. Neben dem Mittelstreifen verlaufen zwei unregelmäßige dunkelbraune Längsstreifen.

## Ernährung
Im Gegensatz zu anderen invasiven Arten der Gattung Bipalium, die sich von Regenwürmern ernähren, scheint Bipalium vagum ausschließlich Schnecken zu erbeuten. Weil sie sich in den USA und in der Karibik ausbreiten, wird befürchtet, dass dies Auswirkungen auf die dort heimischen Schneckenpopulationen hat.